# Nová Baňa
Nová Baňa (niem. Königsberg, węg. Újbánya) – miasto na Słowacji w kraju bańskobystrzyckim, w powiecie Žarnovica. Znana ze swoich górniczych tradycji (wydobycie złota), należała w średniowieczu do siedmiu królewskich miast górniczych (Heptapolitany). Liczy około 7 tys. mieszkańców (2021).

## Położenie
Zabudowania miasta rozłożone są na wschodnim skraju grupy górskiej Hrońskiego Inowca i południowym skraju grupy Ptacznika, w dolinie Hronu oraz uchodzącego tu do niego Novobanského potoka i jego dopływu, Starohutského potoka. W latach 1976–1995 w skład miasta wchodziła również położona na lewym brzegu Hronu wieś Brehy.
Od wschodu nad miastem wznosi się góra Háj (713 m n.p.m.), a od zachodu masywy Firceng (682 m n.p.m.) i Sedlová skala (778 m n.p.m.). Południowym skrajem miasta, doliną Hronu, biegną ważne szlaki komunikacyjne: droga ekspresowa R1, droga krajowa I kategorii nr 65 oraz linia kolejowa Nové Zámky – Zwoleń.

## Klimat
Nová Baňa (jej niżej położona, „miejska” część) leży w zasięgu klimatu ciepłego z wyraźnie widocznym wpływem Niziny Naddunajskiej. Charakteryzuje się on długim ciepłym latem, krótkimi okresami przejściowymi z umiarkowanie ciepłą wiosną i jesienią oraz krótką, dość mroźną zimą z krótkim okresem zalegania pokrywy śniegowej.
Średnia roczna temperatura na stacji Nová Baňa wynosi 8,4 °C (wg danych z lat 1931–1960). Najcieplejszym miesiącem jest lipiec (19 °C), a najzimniejszy styczeń (-3 °C). Średnia liczba letnich dni w roku (z temperaturami powyżej 25 °C) wynosi 45. Średnia liczba dni mroźnych w roku (z temperaturami poniżej 0,1 °C) wynosi 40. Roczna suma opadów wynosi 750–850 mm, przy czym dolna granica dotyczy niżej położonych części miasta, górna granica odnosi się do najwyżej położonych terenów. Najwięcej opadów przypada na miesiące letnie: czerwiec i lipiec (75–80 mm), a najmniej na wrzesień i styczeń (odpowiednio 47 i 49 mm). Średnia liczba dni z opadami powyżej 1 mm wynosi w rejonie miasta 98 dni, z czego z opadami powyżej 5 mm 45 dni. Pokrywa śnieżna w okolicy utrzymuje się średnio przez 50 dni w roku, a jej średnia grubość wynosi 12,3 cm. Teren miasta należy do obszarów stosunkowo mało wietrznych, o średniej prędkości wiatru 1–2,5 m/s. Na kierunki wiatrów decydujący wpływ ma ukształtowanie terenu, głównie głęboka dolina Hronu.

## Historia
Najstarsze ślady przebywania człowieka na terenach miasta pochodzą z eneolitu. Odkryto również ślady osady z młodszej epoki brązu. Na tzw. Zamczysku znaleziono rzymskie monety z II w. naszej ery oraz fragmenty romańskiej ceramiki z XII-XIII stulecia.
Pierwsza pisemna wzmianka o osadzie Seunich (dzisiejszej Nowej Bani) pochodzi z roku 1337, jednak istniała ona już wcześniej, od czasu, gdy znaleziono złoto w Starom i Kyzovom potoku. Początkowo wypłukiwano je ze złotonośnych żwirów i piasków, ale wkrótce górnicy przybyli tu z Pukanca podjęli jego pozyskiwanie z wydobywanych rud. Ośrodek dynamicznie się rozwijał: w 1345 r., gdy otrzymał prawa miejskie, było w nim już 19 młynów do kruszenia rudy. Wkrótce zbudowano kościół parafialny, zaś pod koniec XIV w. miasto posiadało już "szpital" (praktycznie przytułek dla chorych i ubogich) przy kościele św. Elżbiety, na którego utrzymanie król Zygmunt Luksemburski przeznaczył dochody z sąsiedniej wsi Brehy. W 1434 r. miasto zajęli husyci uchodzący z Czech po bitwie pod Lipanami, którzy wznieśli tu niewielki gródek.
Na początku XVI w. górnictwo zaczęło upadać. Przyczyną było z jednej strony wyczerpywanie płytkich złóż, a z drugiej – niemożność eksploatacji złóż położonych głębiej, poniżej wydrążonych już sztolni dziedzicznych, które zalewane były wodą w takich ilościach, jakich górnicy nie byli w stanie usuwać. Komora Górnicza z siedzibą w Bańskiej Szczawnicy, pod którą podlegało miasto, założyła w nim w 1630 r. hutę szkła, wokół której powstało osiedle Stará Huta. Ludność zajmowała się wyrębem drzewa i wypalaniem węgla drzewnego. Rozwinięty był również wyrób kamieni młyńskich i żarnowych. W 1645 r. miasto dosięgła zaraza morowa, a w 1664 zniszczyli je Turcy. Do miasta zaczęła przybywać rolnicza ludność z okolicznych miejscowości, przez co zmieniło ono charakter na rolniczo-rzemieślniczy.
Ponowny rozwój górnictwa nastąpił na początku XVIII w. Przyczynił się do tego postęp techniczny. W roku 1722 pod kierunkiem angielskiego mechanika Isaaca Pottera (1690-1735) przy szybie kopalni rud srebra „Althandel” zbudowano pierwszą na kontynencie europejskim atmosferyczną maszynę parową systemu Newcomena, która napędzała pompy odwadniające. W całym bańskoszczawnickim rewirze górniczym zbudowano później w latach 1734-1758 jeszcze 6 takich maszyn napędzających pompy odwadniające kopalnie, najwięcej w całej Europie. Pomimo tego górnictwo nie osiągnęło już jednak pierwotnego poziomu. Zakończenie wydobycia nastąpiło w roku 1888. Mieszkańcy zaczęli zajmować się rzemiosłem. Dominowało garncarstwo, którego wyroby  rozwożone były po niemal całych Węgrzech, kowalstwo, wyrób naczyń i sprzętów domowych i gospodarskich, szewstwo i krawiectwo. Na stokach dolin powstały sady owocowe, a mieszkańcy peryferyjnych osad, takich jak Bukovina, Hrabiny, Tajch, Záhrb czy Štále, zajmowali się pasterstwem i pracą w lasach. W osadzie Stará Huta rozwinęło się ludowe malarstwo na szkle.
W czasach I. Republiki miasto przeżywało okres stagnacji, potęgowanej wielkim bezrobociem. Sprzyjało to radykalizacji nastrojów społeczeństwa i wzrostowi wpływów Komunistycznej Partii Czechosłowacji, której miejska organizacja została założona w 1923 r. W 1944 r. powstał w okolicach miasta słowacki oddział partyzancki, włączony do brygady "Za slobodu Slovanov". W lasach powyżej osady Drozdovo w zimie 1944-45 działały jednostki Nitrzańskiej Brygady Partyzanckiej. Po upadku słowackiego powstania narodowego i zajęciu miasta przez wojska niemieckie faszyści zamordowali łącznie kilkudziesięciu jego mieszkańców. Wojska radzieckie wkroczyły do Nowej Bani 30 marca 1945 r.

## Dziś
Miasto jest lokalnym ośrodkiem przemysłowym. Od dłuższego czasu istniała tu firma Izomat a.s., od roku 2007 funkcjonująca jako Knauf Insulation a.s., która produkuje materiały izolacyjne. Cortizo Slovakia a.s. produkuje wytłaczane profile aluminiowe. Inne większe firmy są reprezentowane przez FAB Slovakia, NOBAX (produkcja materiałów gipsowych), Trelleborg Automotive Slovakia, Zamkon s.r.o., Elmont s.r.o. Zapewniają one możliwości zatrudnienia także dla mieszkańców okolicznych miejscowości, mimo że liczba oferowanych miejsc pracy od 1989 roku znacznie się zmniejszyła. W mieście działają szkoły podstawowe i średnie – gimnazjum, liceum ogólnokształcące, placówka opieki nad dziećmi niepełnosprawnymi fizycznie, dom spokojnej starości. Funkcjonuje sieć placówek handlowych i usługowych, biblioteka publiczna, muzeum regionalne.

## Zabytki[7]
- Ratusz, usytuowany w centrum rynku. Pierwotnie gotycka budowla z połowy XIV w. o charakterze obronnym. Na przyziemiu gotyckie sklepienia krzyżowo-żebrowe i gotyckie portale. W połowie XVIII w. barokowo przebudowana z dostawieniem wieży. Obecnie w budynku mieści się muzeum i biblioteka.
- Kościół parafialny Narodzenia Marii Panny. Pierwotnie gotycki z II. połowy XIV w., pod koniec wieku XV remontowany. W 1664 r. zniszczony przez Turków. Odbudowany w wieku XVIII w stylu barokowym. Pierwotnie jednonawowy, w trakcie odbudowy rozszerzony w trójnawową bazylikę. Nawy nakryte barokowymi sklepieniami krzyżowymi. Ołtarz główny barokowy z 1726 r.
- Budynek fary. Barokowy z 1737 r., w roku 1777 nadbudowany o jedno piętro. Przed budynkiem rzeźba św. Floriana.
- Kościół św. Elżbiety. Gotycki, wzniesiony po roku 1391 wraz ze szpitalem, który dziś już nie istnieje. Niewielka budowla jednonawowa nakryta sklepieniem krzyżowo-żebrowym. W ścianie szczytowej gotycki łamany portal. Ołtarz gł. wczesnobarokowy z 1722 r. Przed kościołem przy drodze rzeźba św. Jana Nepomucena z 1757 r.
- Kościół Świętego Krzyża w osadzie Záhrb, na Kalvárii. Neogotycki z 1863 r.
- Kolumna Świętej Trójcy. Późnoklasycystyczna kompozycja architektoniczno-rzeźbiarska powstała w latach 1843-47. Jest dziełem rzeźbiarza Jozefa Neuschla-Faragó (1821–1895).
- Kapliczka w osadzie Bukovina. Murowana, neogotycka z 1890 r., remontowana w 1921 r.

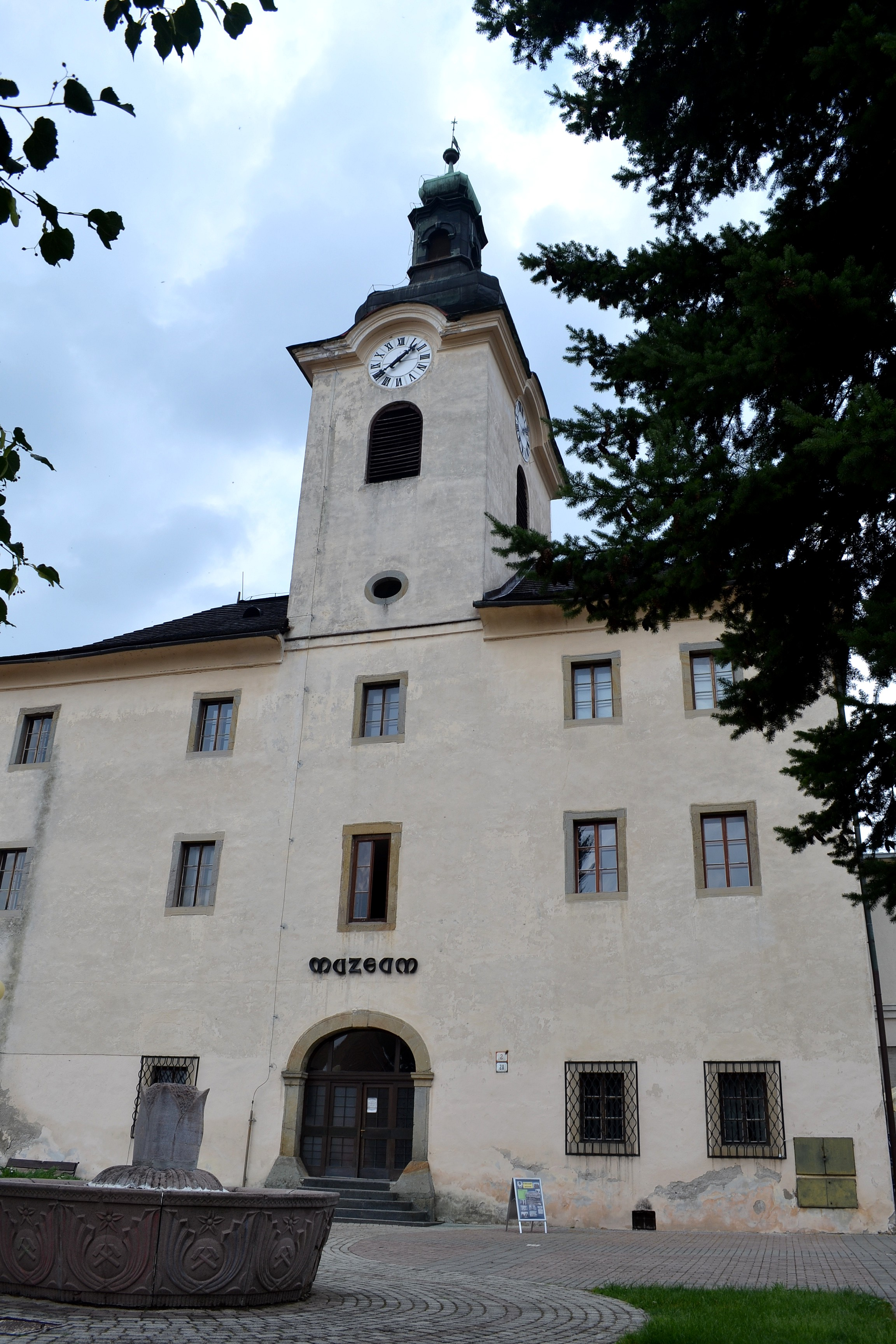
Ratusz
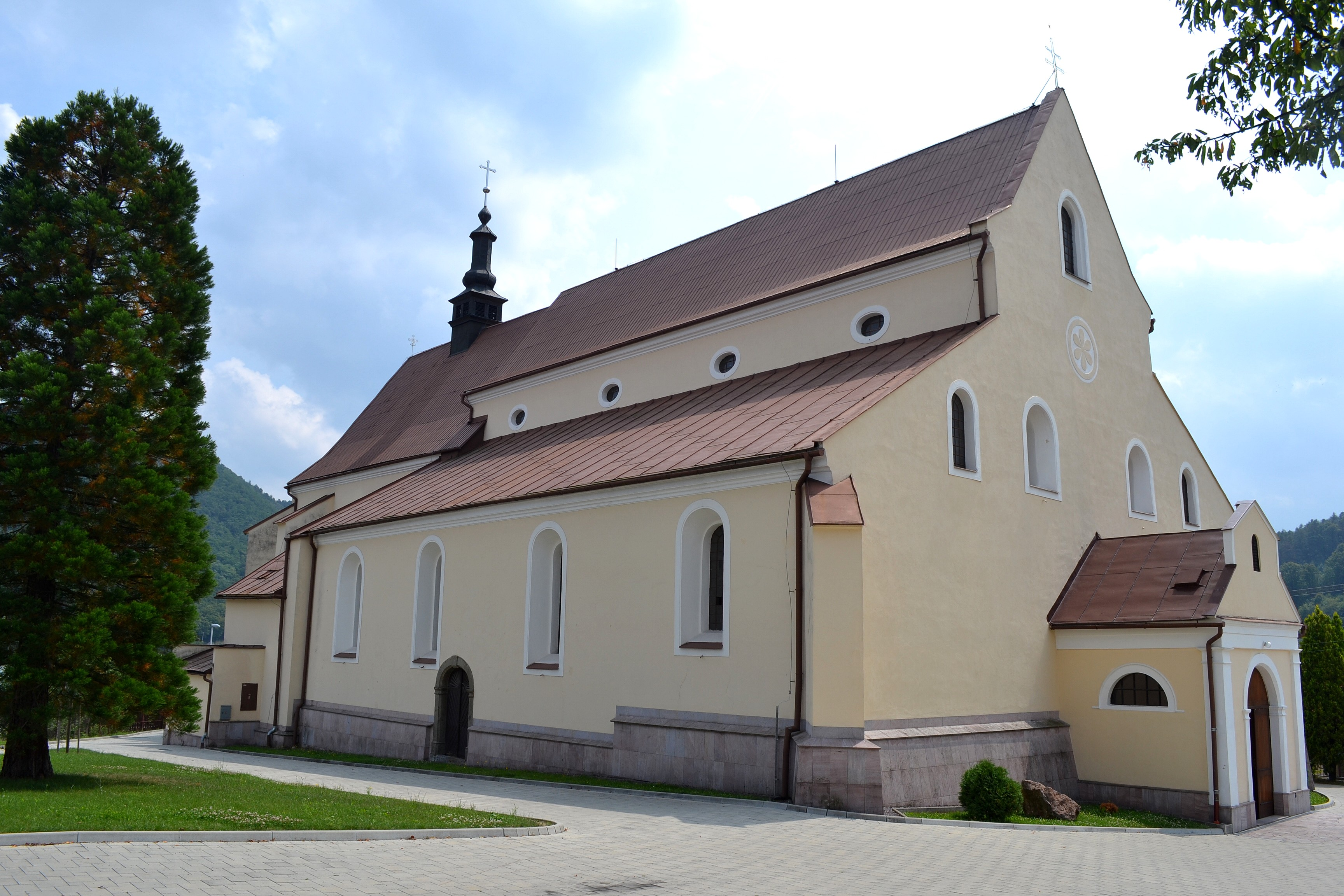
Kościół parafialny Narodzenia Marii Panny
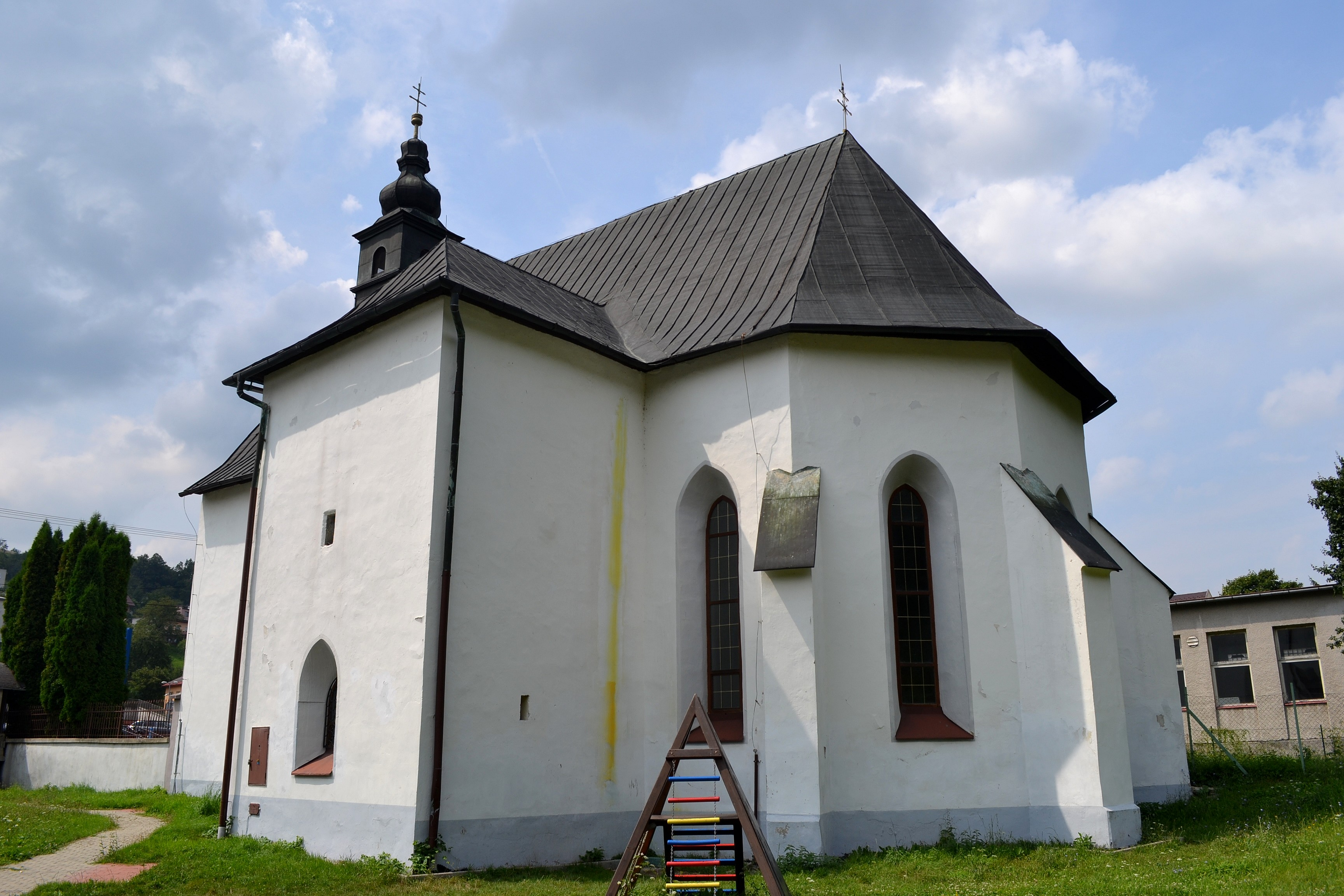
Kościół św. Elżbiety
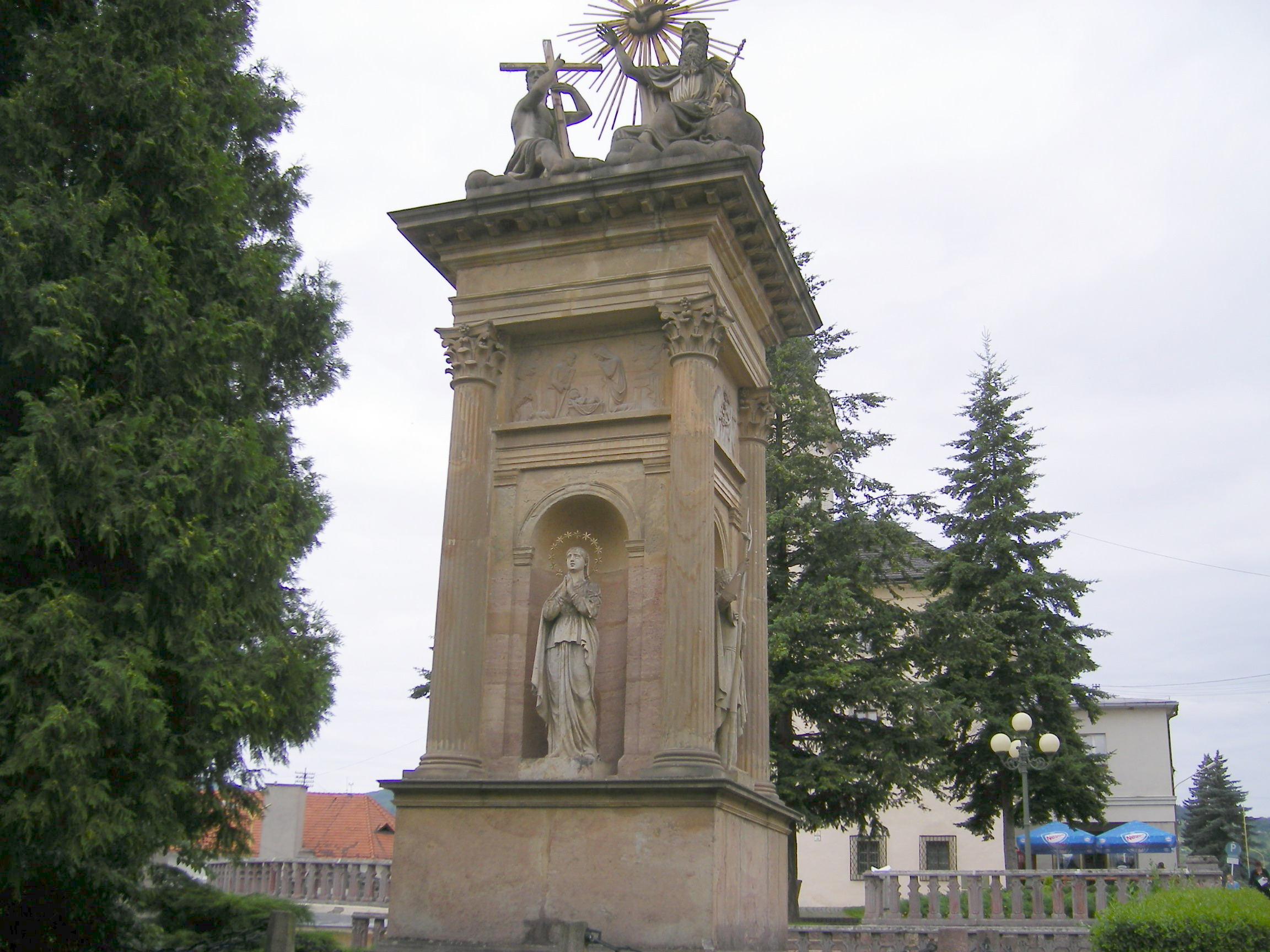
Kolumna Świętej Trójcy
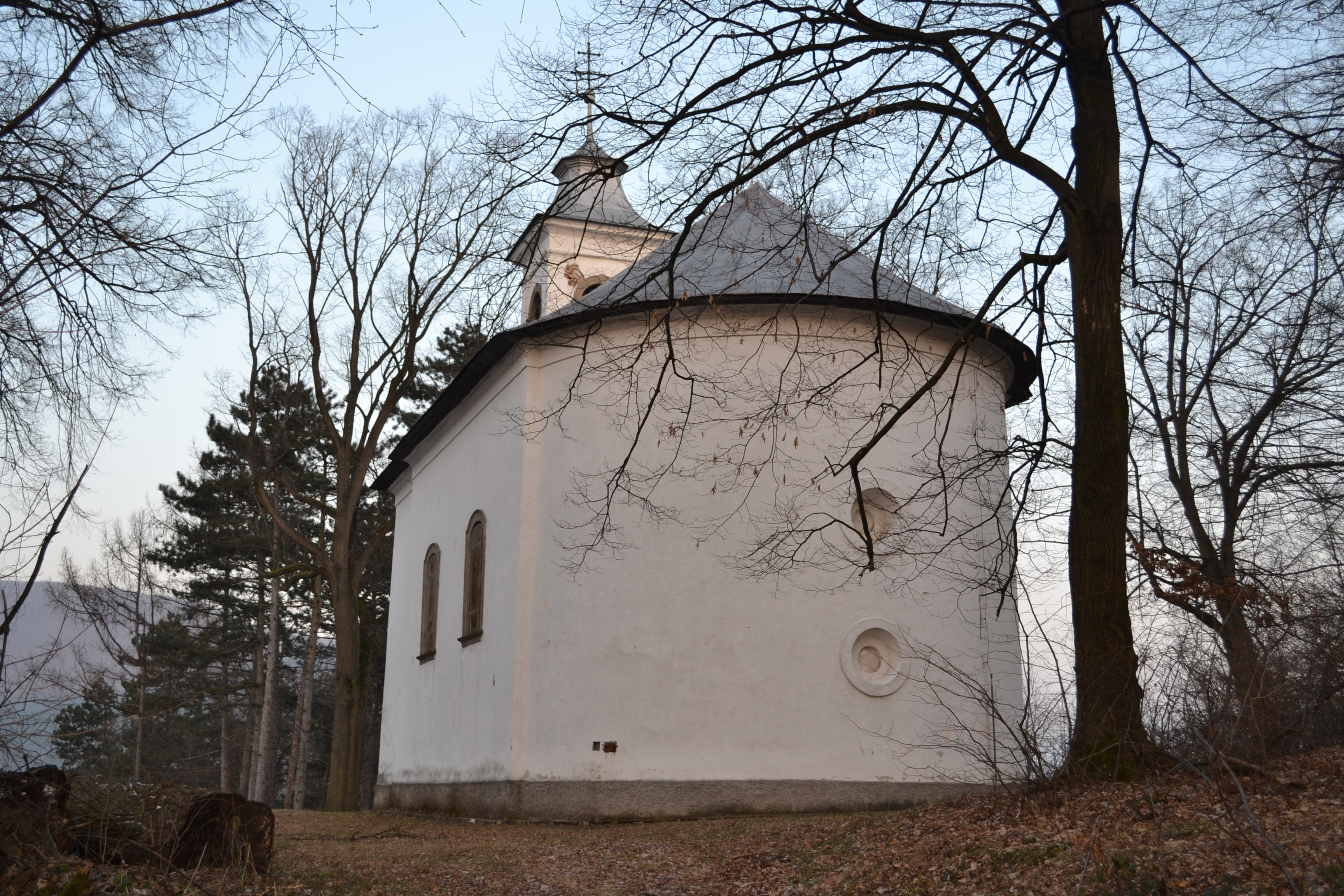
Kościół św. Krzyża na Kalwarii
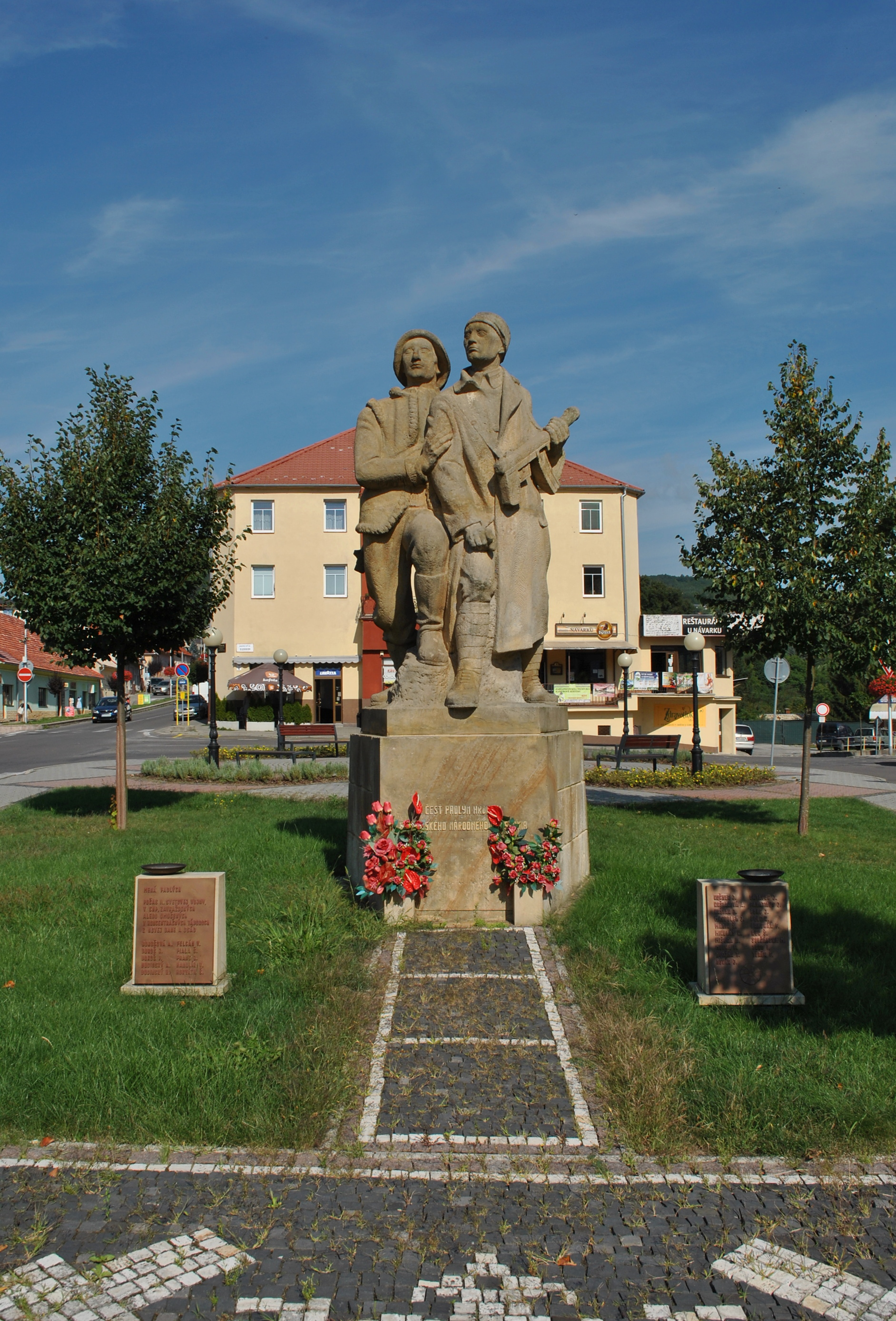
Pomnik padłym bohaterom słowackiego powstania narodowego

W centralnej części rynku znajduje się pomnik poświęcony pamięci padłych bojowników słowackiego powstania narodowego, dzieło J. Hučka i A. Kornhauserovej.

## Współpraca
- Mimoň, Czechy
- Nin, Chorwacja[9]